# Hollabrunn
Hollabrunn ist die Bezirkshauptstadt des politischen Bezirkes Hollabrunn im westlichen Weinviertel in Niederösterreich mit 12.514 Einwohnern (Stand 1. Jänner 2025). Der Name der Stadt („Holerbrunen“) leitet sich von Holler (Holunder) und Brunnen ab und lautete bis 1928 Oberhollabrunn.

## Geografie
Die Stadt Hollabrunn liegt unmittelbar westlich des Ernstbrunner Waldes im Tal des Göllersbaches im Weinviertel in Niederösterreich. Die Fläche der Stadtgemeinde umfasst 152,36 Quadratkilometer. 32,07 Prozent der Fläche sind bewaldet.

### Gemeindegliederung
Das Gemeindegebiet umfasst folgende 22 Ortschaften (in Klammern Einwohnerzahl Stand 1. Jänner 2025):
- Altenmarkt im Thale (133)
- Aspersdorf (433)
- Breitenwaida (827)
- Dietersdorf (227)
- Eggendorf im Thale (142)
- Enzersdorf im Thale (202)
- Groß (114)
- Hollabrunn (7527)
- Kleedorf (101)
- Kleinkadolz (119)
- Kleinstelzendorf (92)
- Kleinstetteldorf (137)
- Magersdorf (468)
- Mariathal (141)
- Oberfellabrunn (343)
- Puch (92)
- Raschala (330)
- Sonnberg (623)
- Suttenbrunn (191)
- Weyerburg (103)
- Wieselsfeld (109)
- Wolfsbrunn (60)

### Nachbargemeinden
| Sitzendorf an der Schmida                               | Grabern, Wullersdorf, Nappersdorf-Kammersdorf | Stronsdorf (Bez. Mistelbach)                               |
| Ziersdorf, Heldenberg                                   | Kompassrose, die auf Nachbargemeinden zeigt   | Gnadendorf (Bez. Mistelbach), Ernstbrunn (Bez. Korneuburg) |
| Rußbach (Bez. Korneuburg), Großweikersdorf (Bez. Tulln) | Göllersdorf                                   | Großmugl (Bez. Korneuburg)                                 |

### Klima
|                        | Jan  | Feb  | Mär  | Apr  | Mai  | Jun  | Jul  | Aug  | Sep  | Okt  | Nov  | Dez  |   |      |
| Mittl. Temperatur (°C) | −1,3 | −0,3 | 4,4  | 9,4  | 14,5 | 17,5 | 19,8 | 19,3 | 14,3 | 9,0  | 3,9  | −0,3 | ⌀ | 9,2  |
| Mittl. Tagesmax. (°C)  | 2,1  | 4,0  | 9,5  | 15,4 | 20,3 | 23,3 | 26,0 | 25,8 | 20,2 | 14,1 | 7,3  | 2,5  | ⌀ | 14,3 |
| Mittl. Tagesmin. (°C)  | −4,1 | −3,6 | 0,5  | 4,1  | 8,6  | 11,5 | 13,5 | 13,5 | 9,8  | 5,3  | 1,4  | −2,7 | ⌀ | 4,9  |
|                        |      |      |      |      |      |      |      |      |      |      |      |      |   |      |
| Niederschlag (mm)      | 21   | 18   | 33   | 36   | 60   | 78   | 65   | 68   | 50   | 31   | 32   | 27   | Σ | 519  |
|                        |      |      |      |      |      |      |      |      |      |      |      |      |   |      |
| Luftfeuchtigkeit (%)   | 73,1 | 65,7 | 56,7 | 48,7 | 51,3 | 51,3 | 47,6 | 47,6 | 52,7 | 62,2 | 74,0 | 78,5 | ⌀ | 59,1 |

| −4,1 |

| −3,6 |

| 0,5 |

| 4,1 |

| 8,6 |

| 11,5 |

| 13,5 |

| 13,5 |

| 9,8 |

| 5,3 |

| 1,4 |

| −2,7 |

| −4,1 |

| −3,6 |

| 0,5 |

| 4,1 |

| 8,6 |

| 11,5 |

| 13,5 |

| 13,5 |

| 9,8 |

| 5,3 |

| 1,4 |

| −2,7 |

## Geschichte
Die Stadt und ihr Umland sind bereits seit 100.000 v. Chr. besiedelt, wie der Fund eines Faustkeils eines Neanderthalers zwischen Hollabrunn und Aspersdorf belegt.
Ab 5.500 v. Chr., mit Beginn der Jungsteinzeit, werden die fruchtbaren Böden des Weinviertels regelmäßig von einer sesshaften, bäuerlichen Bevölkerung besiedelt, weshalb zahlreiche Funde, Siedlungsplätze und Grabstätten aus allen Epochen vorliegen.
Der Fund eines ausgedehnten Gräberfeldes mit Brand und Urnengräber aus der Urnenfelderkultur bzw. aus der späten Bronzezeit um 1.250 v. Chr. an der Aspersdorfer Straße in den Jahren 1991–2003 belegt auch eine Besiedlung in dieser Epoche.
Siedlungsfunde (Grubenhäuser, Vorratsgruben und ein hallstattzeitliches Hügelgrab) aus der Hallstattzeit und der Latènezeit 800 v. Chr., die bei den Arbeiten für den Zubau des Landesjugendheimes im Jahr 2012, in der Kaplanstraße und am Südrand von Aspersdorf gemacht wurden, bestätigen eine kontinuierliche Besiedlung.
Um 200 n. Chr. bestehen germanische Siedlungen entlang des Göllersbach nördlich von Hollabrunn. Markomannen, die im Kontakt mit den römischen Provinzen stehen, tauschen u. a. römische Hausrinder ein.

### 11. bis 14. Jahrhundert
Um das Jahr 1040 kommt es zur Gründung des Ortes und einer planmäßige Besiedlung aus dem Raum um Augsburg. Auf Augsburg verweisen auch die Patrozinien von Hollabrunn (Hl. Ulrich) und Eggendorf im Thale (Hl. Afra).
Die erste schriftliche Erwähnung von Hollabrunn erfolgte in einer Schenkungsurkunde des Jahres 1135, in der Markgraf Diepold III. von Vohburg einem bayrischen Kloster eine Schenkung von „sieben Grundholden und drei Weingärten“ machte. In diesem Dokument wird auch ein Wilvolvisdorf bei Hollabrunn erwähnt.
Man nimmt an, dass es sich dabei um eine Siedlung im Bereich Hofmühle und Lothringerplatz handelt, die sich später mit Hollabrunn (Siedlung im Bereich Wiener Straße) vereinigt hat.
Ab 1288 wurde der Ortsname Oberhollabrunn (Hollabrunn superior) zur Unterscheidung von Niederhollabrunn verwendet.
Die Herrschaft übten damals die Herren von Sonnberg aus, die um 1220 die Pfarre Hollabrunn gründeten und dem Ort bereits vor 1377 das Marktrecht verliehen. Weil der böhmische König Johann 1336 Hollabrunn verwüstete, musste die Pfarrkirche neu gebaut werden.
Ein Badehaus als sozialmedizinisch zentrale Institution des Mittelalters ist in Oberhollabrunn für das Jahr 1377 nachgewiesen.
Als die Sonnberger im 14. Jahrhundert verarmten, wechselten in der Folgezeit die Herrschaften sehr oft, bis sie Mitte des 16. Jahrhunderts auf das Geschlecht der Gilleis überging.

### 15. bis 18. Jahrhundert
Ab etwa 1530 war der Ort eine Poststation an der Route Wien–Prag. Unter Georg von Gilleis bekam Hollabrunn 1565 das heute noch verwendete Marktwappen, 1574 wurde das Marktprivileg erneuert.
Im Jahr 1580, in der Reformationszeit, wurde die Bevölkerung überwiegend lutherisch. Zu Beginn des 17. Jahrhunderts erhielt Lukas II. von Eberl das kaiserliche Postmeisteramt zu Hollabrunn, das in weiterer Folge in der Familie Eberl erblich wurde. Im Jahr 1645 kommt es im Zuge des Dreißigjährigen Krieges zu Verwüstung durch die schwedischen Truppen unter General Lennart Torstensson.
1662 übernahmen die Dietrichsteiner die Herrschaft über den Ort und förderten die Gegenreformation. 1667 wurde ein Kapuzinerkloster errichtet, das Joseph II. bereits 1783 aufhob. 1683 zog der König von Polen Jan Sobieski mit seinen Truppen vor dem Entsatz von Wien im Zuge der Zweiten Wiener Türkenbelagerung durch Hollabrunn.
Im Jahr 1702 kommt es zur Installierung der philosophisch-theologischen Hauslehranstalt der Kapuziner am Hollabrunner Kapuzinerkloster
Im Jahr 1716 wird Schützenvereins gegründet und ein Schützenhaus im Bereich des Erzbischöflichen Seminars errichtet.
Im Jahr 1740 erfolgt der Ausbau der Prager Poststraße.
Im Jahr 1746 kommt es zur letzten Hinrichtung auf dem Galgenberg.
Im Jahr 1783 wird das Kapuzinerkloster aufgehoben.

### 19. Jahrhundert
Während der Franzosenkriege war der Ort 1805 Schauplatz der Schlacht bei Hollabrunn und Schöngrabern. Hollabrunn ist daher auch auf der Inschrift am Arc de Triomphe de l’Étoile in Paris erwähnt. Auch im Jahr 1809 kam es in der Nähe des Ortes in der Schlacht von Hollabrunn zu Kämpfen zwischen Österreichern und Franzosen.
Am 31. Mai 1824 wurde eine Sparkasse gegründet, die damit eine der ältesten Österreichs ist. Nach der Revolution von 1848 wurden Bezirksverwaltungsbehörden errichtet und im Jahr 1850 Oberhollabrunn Sitz von Bezirksverwaltungsbehörde und Bezirksgericht, der „Gerichtssaal“ befindet sich zunächst im Haus Pfarrgasse 6. Im Jahr 1857 eröffnete die Gemeinde ein Notspital als Vorstufe für ein Bezirkskrankenhaus, das 1860 wegen Überschuldung geschlossen werden musste.
Im Jahr 1865 wird Hollabrunn an das Telegraphennetz angeschlossen und das Gymnasium gegründet.
Im Jahr 1871 wird durch die Österreichische Nordwestbahn die Nordwestbahnstrecke eröffnet und in Hollabrunn ein Bahnhof errichtet.
Im Jahr 1875 wird ein Spital errichtet, der 1877 zur allgemeinen öffentlichen Krankenanstalt erklärt wurde. Im Jahr 1878 erfolgt die Gründung der Freiwilligen Feuerwehr Oberhollabrunn.
Im Jahr 1880 erfolgt die Errichtung des Knabenseminars Hollabrunn.
Im Jahr 1884 wird die Jahn-Turnhalle errichtet, benannt nach Friedrich Ludwig Jahn.
In den Jahren 1891/93 erfolgt der Abbruch der Häusergruppe an der Einmündung der heutigen Theodor Körnergasse in den Hauptplatz und erhält das heutige Aussehen.
Im Jahr 1893 wird die Mädchen Volks- und Bürgerschule im Haus Koliskoplatz 7 errichtet, im Jahr
1896 die zweiklassige Knabenbürgerschule im Haus Kirchenplatz 4
Im Jahr 1899 erfolgt die Erweiterung des Amtsgebäudes der Bezirkshauptmannschaft durch einen neuen Flügel in der Winiwarterstraße, der an die ehem. Klosterkirche angrenzende Zubau war 1892 fertiggestellt worden.

### 20. Jahrhundert
Im Jahr 1901 erfolgte die Gründung der Israelitischen Kultusgemeinde Oberhollabrunn. 1905 wurde das Haus mit der Konskriptionsnummer 187 (heute Hauptplatz 1) als Rathaus adaptiert, im Jahr 1907 wurde noch ein Turm mit Uhr aufgesetzt. Im Jahr 1906 wird Hollabrunn Standort einer Lehrerbildungsanstalt und im Jahr 1908 erfolgt der Spatenstich anlässlich der Stadterhebungsfeier für einen Neubau in der Reucklstraße 9, heute Standort des Bundesgymnasium und Bundesrealgymnasium. Im selben Jahr wird der Markt Hollabrunn wegen „seines geregelten Gemeindewesens und seines bedeutenden Aufschwungs“ zur Stadt erhoben.
Im Jahr 1916 wurde im Süden der Stadt das Flüchtlingslager Oberhollabrunn errichtet.
1928 wurde die Stadt Oberhollabrunn in Hollabrunn umbenannt.
Im Jahr 1939 wurde auf der Znaimer Straße Richtung Suttenbrunn ein Militärlager errichtet, das bis zum Jahr 1944 bestand. Das weit ausgedehnte Barackenlager gehörte zum Wehrkreis XVII und beherbergte bis zu 3000 Mann, vorrangig Truppenteile der 44. Infanterie-Division des XVII. Armeekorps und später die Truppen der Kroatischen Brigade. Das verkehrsgünstig gelegene Lagerareal wurde nach dem Zweiten Weltkrieg überwiegend gewerblich genutzt. Im Stadtgebiet wurden für die Familien der Unteroffiziere und Offiziere mehrere Wohnhäuser errichtet, die bis heute noch bestehen.
Nach Misshandlungen und Demütigungen der Hollabrunner Juden im Jahr 1938 wurde die Israelitische Kultusgemeinde Hollabrunn 1940 aufgelöst. Im April/Mai 1945 kam es zu alliierten Bombenabwürfen auf das Stadtgebiet. Am 7. Mai 1945 zogen die Truppen der deutschen Wehrmacht ab und sprengten am Rückzug die Brücken über den Göllersbach. Am 8. Mai 1945 besetzte die Rote Armee die Stadt, anfänglich mit 6000 Mann, von denen einige zwischen der Straße nach Magersdorf und dem Friedhof biwakierten. Die Kommandantur zog im Rathaus ein, im ehemaligen Seminar wurde der Stab eingerichtet. Im Jahr 1947 wurde das Rathaus wieder von der Gemeindeverwaltung übernommen, diese befand sich seit 1945 im Haus Bahnstraße 22.
Im Jahr 1954 wurde das erste „Hollabrunner Volksfest“ veranstaltet. 1955, anlässlich der Unterzeichnung des Staatsvertrages, zogen die letzten russischen Besatzungstruppen aus Hollabrunn ab.
Im Jahr 1965 wird mit der Weisleinmühle die Letzte der Hollabrunner Mühlen stillgelegt. Am 1. Jänner 1969 werden die Gemeinden Magersdorf, Mariathal, Raschala und Wieselsfeld zu Hollabrunn eingemeindet.
Im Jahr 1972 werden die Gemeinden Aspersdorf, Breitenwaida, Enzersdorf im Thale, Groß, Kleinstelzendorf, Oberfellabrunn, Sonnberg und Suttenbrunn eingemeindet und der Stadtsaal eröffnet. Im Jahr 1974 erfolgt die Adaptierung der Alten Hofmühle als Stadtmuseum. Im Jahr 1975 wird die neuerrichtete Sporthalle eröffnet. Im Jahr 1976 nimmt die HTL Hollabrunn den Lehrbetrieb auf.
Im Jahr 1979 wird der Bahnhof Hollabrunn an der Nordwestbahnstrecke über die Linie S3 in das Netz der Wiener S-Bahn angebunden.
Im Jahr 1983 erfolgt die Gründung des Pädagogischen Instituts des Bundes.
1984 erfolgt die Errichtung des Pfarrzentrums St. Ulrich. Im Jahr 1987 wird die Umfahrung der Weinviertler Straße B 303 in Betrieb genommen, Spatenstich war im Jahr 1981.
Im Jahr 1992 geht das neue Krankenhaus in der Robert Löffler Straße in Betrieb. 1994 wird die Fußgängerzone und der neu gestaltete Hauptplatz eröffnet. Im Jahr 1997 werden die neu errichteten Gebäude der Stadtwerke in der Steinfeldgasse bezogen, die bis dahin in der Josef Weisleinstraße angesiedelt waren. Im Jahr 1998 erfolgt die Errichtung des Fernheizwerk (Holz-Hackschnitzel) in der Josef Weisleinstraße und der Schlachthofes der Stadtgemeinde wird geschlossen.

### 21. Jahrhundert
Im Jahr 2000 erfolgte die Eröffnung des Einkaufszentrum Eurocenter westlich der Aspersdorferstraße und die Inbetriebnahme des freien Radiosenders GymRadio 94,5. Die Frank-Stronach-Fußballakademie wird im Jahr 2000 gegründet und besteht bis zu ihrer Auflösung im Jahr 2009. Das Regionalen Innovationszentrums (RIZ) wurde im Jahr 2001 in Betrieb genommen. Seit dem Jahr 2002 nimmt das Uni-Zentrum Hollabrunn für Wirtschaftsingenieurwesen, Umweltmanagement und Betriebswirtschaft (Bachelor-Studium) den Lehrbetrieb auf.
Im Jahr 2004 wird die Sozialpsychiatrische Tagesklinik im Krankenhaus Hollabrunn, welche auch für die Bezirke Korneuburg und Mistelbach zuständig ist, eröffnet. Im Jahr 2006 wird die HTL um einen Zubau mit 3000 m² Nutzfläche erweitert. Im Jahr 2007 wird das Stadtarchivs Hollabrunn im ehem. Zellentrakt des Bezirksgerichts am Koliskoplatz 8 eingerichtet und ein Logo für Hollabrunn erstellt.
Im Jahr 2008 erfolgt der Baubeginn des neuen Kindergartens in der Robert Löffler Straße.
Im Jahr 2010 kann die Errichtung der Abwasserentsorgung in den Katastralgemeinden abgeschlossen werden.
Im Jahr 2012 wird das Biomasseheizwerk in der Robert Löffler Straße an die EVN übergeben und das Einkaufszentrums „KAUFein“ am Mühlering eröffnet.
Im Jahr 2013 wird das Rathaus barrierefrei zugänglich und eine Bürgerservicestelle geschaffen.
Im Jahr 2014 erfolgt die Eröffnung des Themenwegs „Auf den Spuren der Kellerkatze“ in der Sitzendorfer Kellergasse.
Im Jahr 2016 werden die aufgestockte Koliskowarte und der neu gestaltete Bahnhof Hollabrunn eröffnet.
Im Jahr 2018 wird der sanierte Landschaftsteich (Brandstätterteich) in der Robert Löfflerstraße und eine Urban-Gardening-Anlage mit Hochbeeten als neues Naherholungsgebiet eröffnet.
Im Jahr 2019 wird der neue Kindergarten in der Josef Weisleinstraße (mit 2 mal fünf Gruppen der größte im Bezirk Hollabrunn) eröffnet und im Wasserpark ein Motorikpark errichtet. In der Robert Löfflerstraße wird die neue Bezirksstelle des Roten Kreuzes und 29 Wohneinheiten für Betreutes Wohnen der Bestimmung übergeben.
Im Jahr 2020 erfolgt die Verkehrsfreigabe der Weinviertler Schnellstraße, für die im Nordwesten der Stadt eine neue Trassenführung und die Anschlussstelle geschaffen wurde.
Im Jahr 2021 wird eine Pumptrack und eine Skateanlage im Bereich des ehemaligen Messegeländes errichtet und der neu geschaffene Walderlebnisweg zur Koliskowarte eröffnet. Die Sitzendorfer Kellergasse wird bei der ORF-Aktion „9 Plätze 9 Schätze“ zum schönsten Platz Niederösterreichs gewählt.
Im Jahr 2022 erfolgte auf dem Gelände der ehemaligen Landesberufsschule für Fleischer in der Josef-Weislein Straße der Spatenstich für die Errichtung des Bildungscampus Hollabrunn, der zukünftig die beiden Hollabrunner Volksschulen, die Allgemeine Sonderschule Hollabrunn und die Walter Lehner Musikschule beherbergen wird. Die umgestaltete Znaimerstraße wird eröffnet. In der Aumühlgasse wird das Tenniszentrum von TPI Tennis Rihacek eröffnet.
Im September 2024 wird der neue Schulcampus Hollabrunn eröffnet und bezogen. Die Walter Lehner Musikschule Hollabrunn wird gleichzeitig mit dem Umzug in "Musik- und Kunstschule Hollabrunn" umbenannt (neben musikalischer Bildung werden auch Klassen der darstellenden Kunst angeboten).

### Bevölkerungsentwicklung
| Hollabrunn: Einwohnerzahlen von 1869 bis 2025       | Hollabrunn: Einwohnerzahlen von 1869 bis 2025 | Hollabrunn: Einwohnerzahlen von 1869 bis 2025 | Hollabrunn: Einwohnerzahlen von 1869 bis 2025 | Hollabrunn: Einwohnerzahlen von 1869 bis 2025 |
| --------------------------------------------------- | --------------------------------------------- | --------------------------------------------- | --------------------------------------------- | --------------------------------------------- |
| Jahr                                                |                                               |                                               |                                               | Einwohner                                     |
| 1869                                                | 1869                                          |                                               | 8.654                                         | 8.654                                         |
| 1880                                                | 1880                                          |                                               | 9.686                                         | 9.686                                         |
| 1890                                                | 1890                                          |                                               | 10.115                                        | 10.115                                        |
| 1900                                                | 1900                                          |                                               | 10.831                                        | 10.831                                        |
| 1910                                                | 1910                                          |                                               | 11.502                                        | 11.502                                        |
| 1923                                                | 1923                                          |                                               | 11.550                                        | 11.550                                        |
| 1934                                                | 1934                                          |                                               | 12.245                                        | 12.245                                        |
| 1939                                                | 1939                                          |                                               | 12.518                                        | 12.518                                        |
| 1951                                                | 1951                                          |                                               | 11.763                                        | 11.763                                        |
| 1961                                                | 1961                                          |                                               | 10.964                                        | 10.964                                        |
| 1971                                                | 1971                                          |                                               | 10.324                                        | 10.324                                        |
| 1981                                                | 1981                                          |                                               | 10.140                                        | 10.140                                        |
| 1991                                                | 1991                                          |                                               | 10.461                                        | 10.461                                        |
| 2001                                                | 2001                                          |                                               | 10.685                                        | 10.685                                        |
| 2011                                                | 2011                                          |                                               | 11.489                                        | 11.489                                        |
| 2021                                                | 2021                                          |                                               | 12.072                                        | 12.072                                        |
| 2025                                                | 2025                                          |                                               | 12.514                                        | 12.514                                        |
| Quelle(n): Statistik Austria, Gebietsstand 1.1.2021 |                                               |                                               |                                               |                                               |

## Kultur und Sehenswürdigkeiten

### Bauwerke

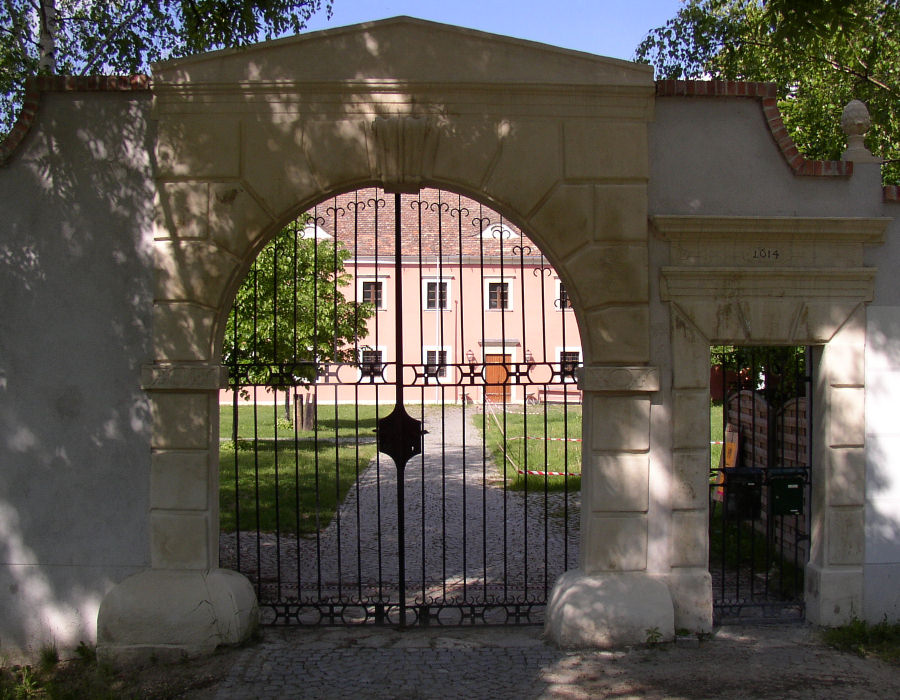
Tor zur Alten Hofmühle

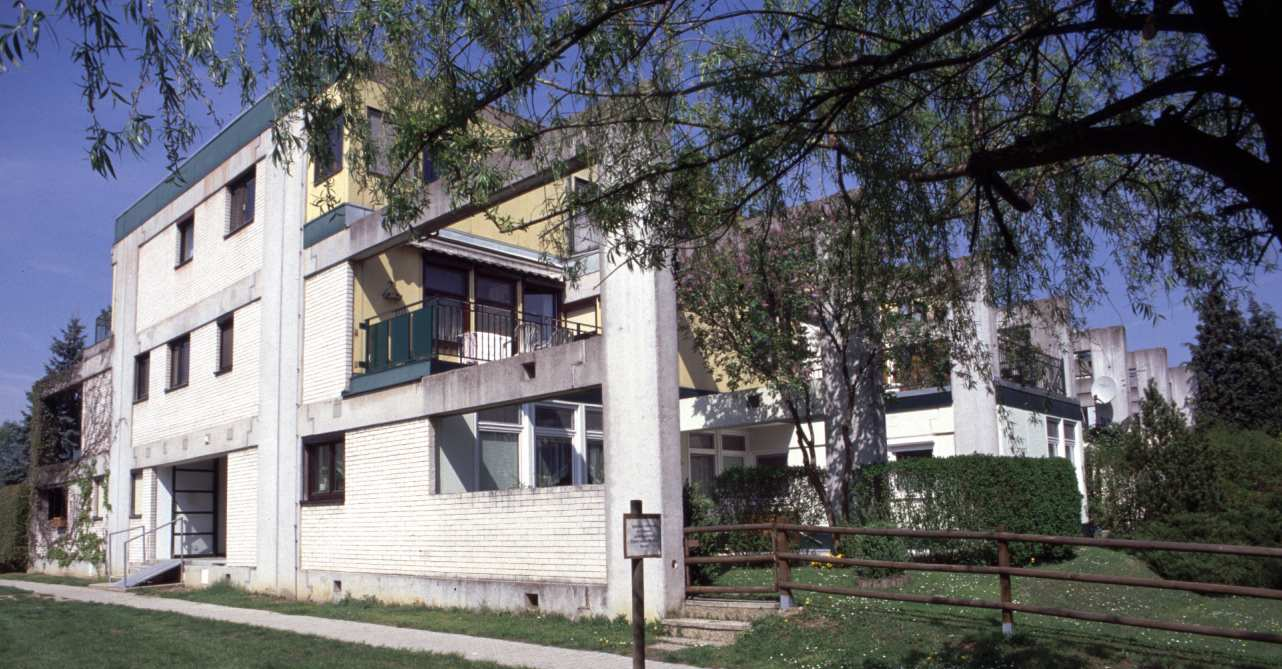
Wohnen morgen

- Katholische Pfarrkirche Hollabrunn hl. Ulrich: Anfangs ein romanischer Kirchenbau, der im 12. Jahrhundert errichtet und Ende des 13. Jahrhunderts nach Osten erweitert wurde. Nach der Zerstörung (1336) wurde sie im gotischen Stil neu errichtet und im 17. Jahrhundert barockisiert. 1823 wurde der barocke Hochaltar entfernt, 1908 wurde der jetzige neugotische Hochaltar aufgestellt. Um die Pfarrkirche befand sich ein Friedhof, der 1784 aufgelöst wurde. Einige Grabplatten wurden an der Außenmauer der Kirche befestigt.
- Katholische Filialkirche Gartenstadt Maria, Hilfe der Christen
- Ehemaliges Erzbischöfliches Seminar Hollabrunn: Das Erzbischöfliche Seminar, welches sich am Kirchenplatz, gegenüber der Stadtpfarrkirche befindet, gehört zweifelsohne zu den imposantesten Gebäuden der Stadt. Das riesige Gebäude wurde im Jahr 1880 in nur 115 Tagen gebaut, schon im Jahr darauf konnte das erzbischöfliche Knabenseminar von Wien hierher übersiedeln. Von 1938 bis 1945 diente es als Kreishaus der NSDAP, ab 1945 beherbergte es wieder das erzbischöfliche Seminar. Mehr als 1000 spätere Priester wurden bis zu seiner Auflösung im Jahr 1992 hier ausgebildet. Heute beherbergt das Gebäude das Realgymnasium und Aufbaugymnasium der Erzdiözese Wien und die Bundeshandelsakademie und Handelsschule.
- Alte Hofmühle: Die Alte Hofmühle war ursprünglich ein Herrensitz und wurde später als Mühle verwendet. Heute dient die Alte Hofmühle als Museum sowie als Veranstaltungsort.
- Armenhaus: Das sogenannte Armenhaus in der Amtsgasse wurde 1801 für notleidende Bürger erbaut. Im Haus ist heute noch eine Schwarze Kuchl zu sehen. 1826 wird das Armenhaus durch Pfarrer Strauß zu einem Krankeninstitut erweitert, und 1839 ein Zubau errichtet. In der Zeit um 1980 hatte die Stadt Hollabrunn in dem Gebäude eine Galerie betrieben. Das „Armenhaus“ war lange Zeit Sitz des Hollabrunner Notariates.
- Ehemaliges Kapuzinerkloster: In der Amtsgasse befindet sich das Areal des 1666/67 erbauten Kapuzinerklosters, insbesondere die Klosterkirche, an deren Front noch eine Statue des Hl. Leopold steht (links das gelbe Gebäude). Nach der Klosteraufhebung unter Kaiser Joseph II. im Jahr 1783 diente das Gebäude weltlichen Zwecken, später wurde daraus das Gefängnis des Bezirksgerichtes. Die Zellenfenster sind in der Seitenmauer zu sehen. Im rötlichen Haus, rechts neben der Klosterkirche, war das Pförtnerhaus, die Klosterpforte ist heute noch rechts zu sehen. Seit 2008 befindet sich in einem Teil des Gebäudes das Stadtarchiv Hollabrunn.

### Hauptplatz
Der schiefwinkelige Platz wird geprägt von reich verzierten Bürger- und Jugendstilhäusern. An der Südseite des Platzes, welcher Mitte der 90er Jahre umgestaltet wurde, liegt das Rathaus mit dem markanten Uhrturm.
Der Bereich um die Mariensäule wurde das Konzept „Essbare Stadt“ umgesetzt und Beerensträucher und Obstbäume gepflanzt. Holzauflagen auf den Mauern der Hochbeete laden zum Sitzen und Genießen ein. Für Kleinkinder gibt es eine eigene Sitzgarnitur mit Spieltisch und eine Tafel zum Malen und Schreiben. Im Oktober 2018 wurde beim Brunnen ein Klettergerüst errichtet, gestaltet vom Künstler Hans Langner.
Die regelmäßig abgehaltenen 4 Jahrmärkte und der freitägliche Wochenmarkt finden auf dem Hauptplatz statt.
- Der Florianibrunnen wurde 1862 durch Fassung der Quellen am Hauptplatz in einem Brunnen errichtet und 1863 zur Erinnerung an die vielen Feuersbrünste mit einer gusseisernen Statue des Heiligen Florian geschmückt. Im Jahr 2019 wurde der Brunnen mit einem Springbrunnen und einer Beleuchtung ergänzt.
- Die Pestsäule wurde 1681 von den Bürgern aus Dankbarkeit wegen des Endes der Pestepidemie erbaut mit einer Marienstatue errichtet, 1713 wurde sie um die Einfriedung mit vier Heiligenstatuen (Sebastian, Rochus, Franz Xaver, Johann von Nepomuk) erweitert. Daneben befindet sich der 1862 errichtete Florianibrunnen mit einer gusseisernen Statue des heiligen Florian.

### Wohnhausanlage Bachpromenade
Unter Architekten ist Hollabrunn durch die 1972 von Ottokar Uhl mit Partizipation der Bewohner geplanten Reihenhäuser an der Bachpromenade bekannt.

### Gartenstadt
Auf dem Gebiet der heutigen Gartenstadt (östlich der Wienerstraße, beginnend etwa bei der Abzweigung nach Raschala) wurde im Jahr 1916 auf Initiative von Bürgermeister Rudolf Kolisko das Flüchtlingslager Oberhollabrunn für ca. 6000 Personen aus Ostgalizien und der Bukowina errichtet.
Nach Auflassung des Lagers im Jahr 1918 wird dieses als Jugendfürsorgelager der Gemeinde Wien genutzt. Ab dem Jahr 1920 wird das Gebiet für Siedlungstätigkeiten genutzt und erhält sein heutiges Erscheinungsbild.

### Friedhöfe
- Jüdischer Friedhof: In der Steinfeldgasse, außerhalb der Stadt, liegt der jüdische Friedhof. 1876 kauften Leopold Skutetzky und Max Wallisch ein Grundstück an der Straße nach Sonnberg zur Errichtung des Friedhofs. Die Israelitische Kultusgemeinde Oberhollabrunn wurde 1901 gegründet, sie gehörte bisher zum Sprengel der Kultusgemeinde Horn. Aufgrund der Demolierung des bestehenden Gebäudes am Friedhof wurde 1909 ein Neubau mit Zeremonienhalle errichtet. Das letzte Begräbnis fand 1978 statt, Abbruch der Zeremonienhalle 1999.
- Sowjetischer Soldatenfriedhof: Entworfen von Roland Rainer und errichtet 1947 für verstorbene Soldaten der Roten Armee in den Jahren 1945–1952.
- Städtischer Friedhof: Der Friedhof der Stadtgemeinde Hollabrunn wurde im Jahr 1885 eröffnet und hat ca. 2200 Grabstellen. Das Hauptportal des Friedhofes und die Friedhofskapelle wurden im Stil der Neo-Backstein-Gotik erbaut. Ursprünglich war der Friedhof Hollabrunn im Bereich der Stadtpfarrkirche angelegt. Im Jahre 1663 wurde dieser aus Platzmangel an einem neuen Standort im Bereich des jetzigen Koliskoparks verlegt. Nach Errichtung des jetzigen Friedhofes wurde der alte Friedhof  Ende des 19. Jahrhunderts in den heutigen Koliskopark umgewandelt.

### Koliskowarte
Der beliebte Aussichtsturm im Hollabrunner Wald, durch Wander- und Radwege gut erschlossen, wurde Anfang 2016 auf seine doppelte Höhe aufgestockt und bietet über das größte zusammenhängende Eichenmischwaldgebiet Mitteleuropas hinweg einen herrlich weiten Rundumblick – bis zu Schneeberg und Ötscher.

### Naturdenkmäler
- Hollabrunner Wald: Der Hollabrunner Wald ist zurzeit der größte zusammenhängende Eichenmischwald in Österreich und birgt zahlreiche Schätze aus der Tier- und Pflanzenwelt. Wegen seiner Größe und Bedeutung für das regionale Klima im waldarmen Weinviertel handelt es sich hier um „die grüne Lunge des Weinviertels“. Ausgehend von Hollabrunn führen Wander- und Radwege, ein Themenweg und ein Fitnessparcour durch den Wald. Anlässlich des 60-jährigen Regierungs-Jubiläums des Kaisers Franz Joseph I. im Jahre 1908 hat die Stadtgemeinde Oberhollabrunn beschlossen, einen Teil ihrer eigenen Wälder gegen den unmittelbar an die Stadt grenzenden „Kirchenwald“ mit dem Hochgeborenen Herrn Schönborn-Buchheim zu tauschen. Mit diesem Erholungsgebiet sollte die Wohlfahrt der Bewohner der Stadt Oberhollabrunn in hohem Maße gefördert werden.
- Themenweg „Auf den Spuren der Kellerkatze“: Durch die Sitzendorfer Kellergasse in Hollabrunn und den angrenzenden Naturraum führt ein abwechslungsreicher 4,15 km langer Rundweg, beschildert mit 24 Stationen, die die Erlebniswelt Kellergasse und ihre Entwicklung in einem städtischen Umfeld beschreiben. Leitmotiv und Erzählfigur ist die vom Hollabrunner Künstler Günter Stockinger geschaffene Weinviertler Kellerkatze, ein uraltes Symbol im Weinbau.

## Sport
Bekannte Sportvereine aus Hollabrunn sind:
- UHC Hollabrunn (Handball Liga Austria seit 2025/26[5])
- FK Blau-Weiß Hollabrunn (bis 2016)
- ATSV Hollabrunn
- SC Hollabrunn

## Wirtschaft und Infrastruktur
Nichtlandwirtschaftliche Arbeitsstätten gab es im Jahr 2001 555, land- und forstwirtschaftliche Betriebe nach der Erhebung 1999 294. Die Zahl der Erwerbstätigen am Wohnort betrug nach der Volkszählung 2001 4868. Ein großer Anteil der Stadtbevölkerung pendelt regelmäßig Richtung Wien. Die Erwerbsquote lag 2001 bei 47,14 Prozent.
Zu den größten Unternehmen in Hollabrunn gehört der Kartoffelverarbeiter Frisch & Frost Nahrungsmittel GmbH.

### Ämter und Behörden
- Bezirkshauptmannschaft für den Bezirk Hollabrunn
- Finanzamt Hollabrunn
- Bezirksgericht Hollabrunn
- Vermessungsamt
- NÖ Agrarbezirksbehörde (Außenstelle)
- Arbeitsmarktservice
- Bezirksstelle der Wirtschaftskammer
- Bezirksstelle der Arbeiterkammer
- Bezirksbauernkammer
- Geschäftsstelle der NÖ Landarbeiterkammer

### Bildung

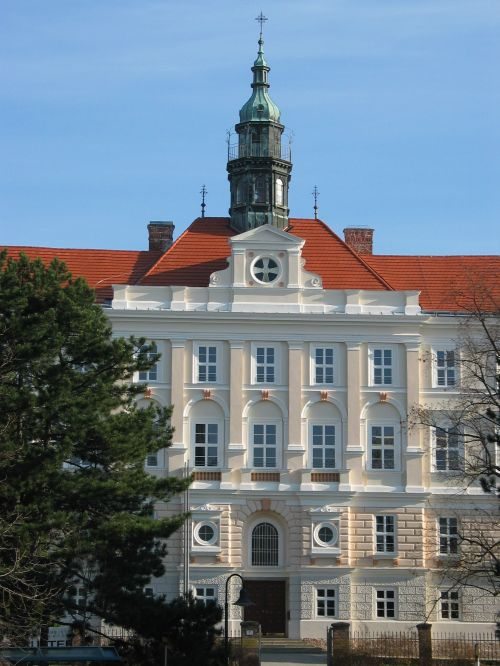
Erzbischöfliches Realgymnasium Hollabrunn

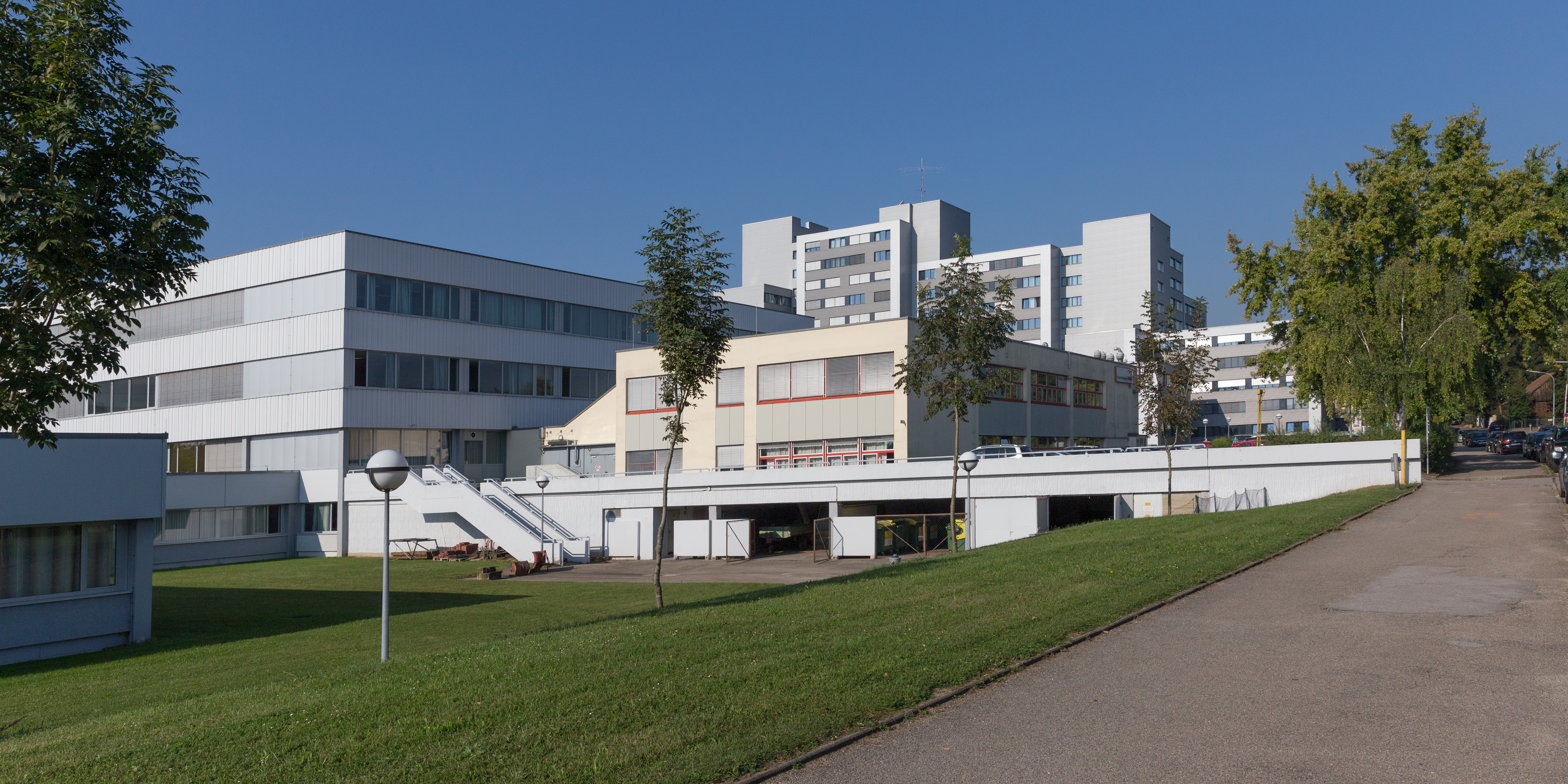
HTL Hollabrunn

Heute ist Hollabrunn vor allem eine Schulstadt. Die Wurzeln dieser Tradition wurden durch die Gründung des Gymnasiums 1865 und des erzbischöflichen Seminars 1881 gelegt. Zudem gibt es mehrere Universitätslehrgänge und Fachhochschul-Studiengänge (in Zusammenarbeit mit der Hamburger Fern-Hochschule).
- 2 Volksschulen (Kirchenplatz: VS 1, Koliskoplatz: VS 2)
- Sonderpädagogisches Zentrum
- Neue NÖ Mittelschule Hollabrunn
- Hauptschule (Sondererziehungsschule)
- Polytechnische Schule
- Gewerbliche Berufsschulen für Fleischer, Friseure, Kleidermacher
- Landwirtschaftliche Fachschule
- Realgymnasium und Aufbaugymnasium der Erzdiözese Wien (seit 1974)
- Bundesgymnasium und Bundesrealgymnasium (seit 1865)
- Höhere Bundeslehranstalt für wirtschaftliche Berufe
- Höhere Technische Bundeslehranstalt (seit 1976)
- Höhere technische Lehranstalt für Lebensmitteltechnologie
- Bundeshandelsakademie und Bundeshandelsschule
- Schule für allgemeine Gesundheits- und Krankenpflege am Landesklinikum Hollabrunn
- Walter Lehner Musikschule (seit 1974)
- Department 5 der Pädagogischen Hochschule für Niederösterreich (seit Oktober 2007)
- Universitätszentrum Hollabrunn

### Gesundheit
- Landesklinikum Weinviertel Hollabrunn
- Pflegeheim
- Rotes Kreuz Bezirksstelle Hollabrunn

### Sicherheit
- Bezirksfeuerwehrkommando Hollabrunn
- Freiwillige Feuerwehr der Stadt Hollabrunn

### Verkehr
Hollabrunn liegt an der Weinviertler Schnellstraße (S3) von Stockerau bis zur tschechischen Grenze bei Znaim; als Europastraße 59 ist diese Fernstraße eine der Hauptverbindungsstraßen zwischen Wien und Prag. Weiters beginnt in Hollabrunn die Mistelbacher Straße B40 Richtung Mistelbach und weiter nach Dürnkrut.
In Hollabrunn liegt der Bahnhof Hollabrunn an der Nordwestbahnstrecke, der über Regionalzugverbindungen und die Schnellbahnlinie S3 in das Netz der Wiener S-Bahn angebunden ist. Der Bahnhof ist auch Knotenpunkt des regionalen Busverkehrs.

## Politik

### Gemeinderat
Der Gemeinderat hat im Jahr 1970 27 Mitglieder.
- Mit den Gemeinderatswahlen in Niederösterreich 1970 hatte der Gemeinderat folgende Verteilung: 20 ÖVP, 7 SPÖ.

Der Gemeinderat hat mit der Gemeindezusammenlegung im Jahr 1972 35 Mitglieder.
- Mit den Gemeinderatswahlen in Niederösterreich 1972 hatte der Gemeinderat folgende Verteilung: 26 ÖVP, 8 SPÖ, 1 FPÖ.

Der Gemeinderat hat seit dem Jahr 1975 37 Mitglieder.
- Mit den Gemeinderatswahlen in Niederösterreich 1975 hatte der Gemeinderat folgende Verteilung: 27 ÖVP, 9 SPÖ, 1 FPÖ.
- Mit den Gemeinderatswahlen in Niederösterreich 1980 hatte der Gemeinderat folgende Verteilung: 26 ÖVP, 10 SPÖ, 1 FPÖ.
- Mit den Gemeinderatswahlen in Niederösterreich 1985 hatte der Gemeinderat folgende Verteilung: 28 ÖVP, 8 SPÖ, 1 FPÖ.
- Mit den Gemeinderatswahlen in Niederösterreich 1990 hatte der Gemeinderat folgende Verteilung: 26 ÖVP, 7 SPÖ, 2 FPÖ, und 2 UFO Unabhängiges Forum.
- Mit den Gemeinderatswahlen in Niederösterreich 1995 hatte der Gemeinderat folgende Verteilung: 23 ÖVP, 7 SPÖ, 3 UFO Unabhängiges Forum, 3 FPÖ, und 1 LIF Liberales Forum.[6]
- Mit den Gemeinderatswahlen in Niederösterreich 2000 hatte der Gemeinderat folgende Verteilung: 23 ÖVP, 9 SPÖ, 3 FPÖ, und 2 UFO Unabhängiges Forum.[7]
- Mit den Gemeinderatswahlen in Niederösterreich 2005 hatte der Gemeinderat folgende Verteilung: 20 ÖVP, 10 SPÖ, 4 FPÖ, und 3 Grüne.[8]
- Mit den Gemeinderatswahlen in Niederösterreich 2010 hatte der Gemeinderat folgende Verteilung: 23 ÖVP, 9 SPÖ, 4 FPÖ, und 1 Grüne.[9]
- Mit den Gemeinderatswahlen in Niederösterreich 2015 hatte der Gemeinderat folgende Verteilung: 23 ÖVP, 6 SPÖ, 6 FPÖ, und 2 Grüne.[10]
- Mit den Gemeinderatswahlen in Niederösterreich 2020 hatte der Gemeinderat folgende Verteilung: 20 ÖVP, 6 Grüne, 5 LS–Liste Scharinger, 5 SPÖ und 1 FPÖ.[11]
- Mit den Gemeinderatswahlen in Niederösterreich 2025 hat der Gemeinderat folgende Verteilung: 15 ÖVP, 6 FPÖ, 6 Grüne, 5 LS–Liste Scharinger und 5 SPÖ.[12]

### Bürgermeister
- 1850–1861 Johann Schabel, Damenkleidermachermeister
- 1861–1864 Franz Jahn, Sattlermeister
- 1864–1867 Ernest May, Bäckermeister
- 1867–1868 Johann Schabel, Damenkleidermachermeister
- 1869–1870 Ferdinand Greger, Bezirkstierarzt
- 1870–1878 Virgilius Hauenschild, Sparkassebeamter
- 1878–1879 Ignaz Babo, Sparkassensekretär und -direktor
- 1879–1885 Ludwig Eder, Zementwarenfabrikant
- 1885–1888 Johann Marchhart, Vorsteher der Sparkasse
- 1888–1891 Anton Rapf, Sparkassenbuchhalter und -direktor
- 1891–1896 Jakob Schreiner, Sparkassebeamter
- 1896–1900 Julius Hirnschall, Sparkassebeamter
- 1900–1903 Josef Weislein, Sparkassenbuchhalter und -direktor
- 1904–1907 Josef Zeller, Sparkassenbuchhalter und -direktor
- 1907–1908 Heinrich Wimmer, Sparkassebeamter
- 1908–1919 Rudolf Kolisko, Rechtsanwalt, Abgeordneter zum NÖ Landtag 1896–1906 (DVP)
- 1919–1934 Richard Weislein, Mühlenbesitzer
- 1935–1938 Anton Ehrenfried, Beamter und Direktor des Vorschusskonsortiums
- 1939–1945 Friedrich Schenk, städtischer Buchhalter
- 1945–1945 Josef Waditschatka, Postbeamter (vorübergehend „Oberbürgermeister“)
- 1945–1946 Otto Biela, Ziegeleibesitzer
- 1946–1950 Matthias Mitterhauser, Direktor der Landwirtschaftlichen Fachschule (ÖVP)
- 1950–1968 Anton Ehrenfried, Direktor der Volksbank, Abgeordneter zum Nationalrat 1949–1959 (ÖVP)
- 1969–1989 Robert Löffler, Handelskammerangestellter, Mitglied des Bundesrates 1975–1978, Abgeordneter zum Nationalrat 1978–1989 (ÖVP)
- 1989–2004 Maximilian Kaltenböck, Direktor der Landwirtschaftlichen Fachschule (ÖVP)
- 2004–2009 Helmut Wunderl, Direktor des Pädagogischen Instituts (ÖVP)
- 2009–2019 Erwin Bernreiter, Landwirt (ÖVP)
- seit 2019 Alfred Babinsky, selbständiger Elektrotechniker (ÖVP)

### Frauen in der Hollabrunner Gemeindepolitik
Die erste weibliche Mandatarin im Hollabrunner Gemeinderat war Anna Pertl (SPÖ) in den Jahren 1919–1921. Die erste Stadträtin war Rosemarie Bauer (ÖVP) in den Jahren 1972–1975. Erst seit dem Jahr 1995 gab es wieder weibliche Mandatarinnen im Hollabrunner Stadtrat. Im Jahr 2020 hat der Hollabrunner Gemeinderates mit insgesamt 37 Mitgliedern 10 Mandatarinnen, 2 davon im Stadtrat.
Mit der Gemeinderatswahl 2025 sitzen im Gemeinderat der Stadtgemeinde 9 Mandatarinnen, drei davon sind zugleich Stadträtinnen.

### Wappen
Das Stadtwappen wurde 1565 verliehen. Es besteht aus einem geteilten Wappenschild. In der oberen Hälfte auf blauem Grund eine goldene Wolfsangel, begleitet von zwei Sternen. In der unteren Hälfte ein Gewässer mit Schwan vor einem Brunnen. Aus Anlass der Stadterhebung im Jahr 1908 wurde die Mauerkrone beigefügt.

### Gemeindepartnerschaften
Hollabrunn unterhält Partnerschaften mit drei Städten:
- seit 2000  Jinhua Volksrepublik China
- seit 2005  Kyjov Tschechische Republik
- seit 2005  Holíč Slowakische Republik

## Persönlichkeiten

### Ehrenbürger der Gemeinde
- Eduard Angerer (1816–1898), Weihbischof und Generalvikar der Erzdiözese Wien, wegen seiner Verdienste um die Verlegung des fürst-erzbischöflichen Knabenseminars nach Oberhollabrunn (1882 verliehen)
- Otto Kutscher (1867–1952), Vizebürgermeister von Hollabrunn, wegen seiner Verdienste um die Gemeinde Hollabrunn (1937 verliehen)
- Adolf Gal (1816–1884), Bezirkshauptmann, anlässlich seines 40-jährigen Dienstjubiläums und wegen seiner vielen Verdienste um Oberhollabrunn (1879 verliehen)
- August Edler von Gschmeidler (1823–1906), Gemeinderat, Sparkassenvorsteher, wegen seiner Verdienste um Oberhollabrunn als langjähriger Obmann des Verschönerungs-Vereines (1894 verliehen)
- Eduard Adolf Freiherr Schwäger von Hohenbruck (1862–1909), Bezirkshauptmann, wegen seiner Verdienste um die Marktgemeinde Oberhollabrunn (1903 verliehen)
- Konrad Maria Eusebius zu Hohenlohe-Waldenburg-Schillingsfürst von Ratibor und Corvey[16] (1863–1918), Ministerpräsident, wegen seiner Verdienste um die Stadt durch Förderung des Spitalzubaues auf Staatskosten (1917 verliehen)
- Hans Kny (1851–1918), Direktor des Gymnasiums, anlässlich seines 40-jährigen Dienstjubiläums wegen seiner Verdienste um die Stadt (1912 verliehen)
- Rudolf Kolisko (1859–1942), Bürgermeister, Abgeordneter zum Niederösterreichischen Landtag, wegen seiner vielfachen und besonderen Verdienste um die Stadt Oberhollabrunn (1914 verliehen)
- Anton Rapf (1833–1903), Sparkassendirektor, Bürgermeister, wegen seiner Verdienste um die Marktgemeinde Oberhollabrunn (1902 verliehen)
- Franz Reuckl (1844–1908), Rektor des Seminars, Sparkassenvorsteher, wegen seiner Verdienste um die Verlegung des fürst-erzbischöflichen Knabenseminars nach Oberhollabrunn (1882 verliehen)
- Ferdinand Schirnböck (1859–1930), akademischer Maler, aus Anlass seines 70. Geburtstages (1929 verliehen)
- Karl Ritter von Stremayr (1823–1904), Minister für Kultus und Unterricht,[17] wegen seiner Verdienste um Oberhollabrunn anlässlich des Baues der Nordwestbahn (1871 verliehen)
- Josef Veigl (1806–1866), Militärgeograf, wegen seiner vielen Verdienste um Oberhollabrunn (1864 verliehen)
- Leopold Waber (1875–1945), Vizekanzler, Innen-, Unterrichts- und Justizminister, wegen seiner Verdienste um die Stadt anlässlich der Lösung der Flüchtlingslager-Frage (1923 verliehen)
- Felix Ritter von Winiwarter (1852–1931), Chirurg und Primar am Städtischen Krankenhaus, wegen seiner Verdienste um die Marktgemeinde Oberhollabrunn (1902 verliehen)
- Franz von Mayerhofer, NÖ Landtagsabgeordneter, wegen seiner Verdienste um Oberhollabrunn anlässlich des Baues der Nordwestbahn (1871 verliehen)
- Alois Czedik von Bründlsberg und Eysenberg, k.k. Sektionschef, erster Generaldirektor der k.k. Österreichischen Staatsbahnen,

Wien, wegen seiner Verdienste um Oberhollabrunn anlässlich des Baues der Nordwestbahn (1870 verliehen)
- Rudolf Köckh, k.k. Notar und Vorsteher der Sparkassa, wegen seiner Verdienste um die Verlegung des fürst-erzbischöflichen Knabenseminars nach Oberhollabrunn (1882 verliehen)
- Anton Maresch, k.k. Landesschulinspektor, Wien, wegen seiner Verdienste um die Verlegung des fürst-erzbischöflichen Knabenseminars nach Oberhollabrunn (1882 verliehen)
- Franz Marchhart, Schuldirektor, wegen seiner Verdienste um die Marktgemeinde Oberhollabrunn
- Leopold Graf Kuenburg, k.k. Statthalterei-Rat, wegen seiner Verdienste um die Errichtung des Siechenhauses in Oberhollabrunn (1894 verliehen)
- Moriz Weitlof, Mitglied des n.ö. Landes-Ausschusses, wegen seiner Verdienste um die Errichtung des Siechenhauses in Oberhollabrunn (1894 verliehen)
- Heinrich Pachner Freiherr von Eggenstorf, k.k. Bezirkshauptmann, wegen seiner Verdienste um die Errichtung des Siechenhauses in Oberhollabrunn (1894 verliehen)
- Anton Hron, Dechant und Pfarrer, anlässlich seines 25-jährigen Priesterjubiläums (1907 verliehen)
- Friedrich Karl Graf Schönborn-Buchheim, Gutsbesitzer, wegen seiner Verdienste um die Stadt insbesondere aus Anlass der Abtretung des Kirchenwaldes (1917 verliehen)
- Oktavian Freiherr Regner von Bleyleben,[18] k.k. Statthalter, wegen seiner Verdienste um die Stadt durch Förderung des Spitalzubaues auf Staatskosten (1917 verliehen)
- Karl Semsch, Bezirkshauptmann, wegen seiner Verdienste um die Stadt (1922 verliehen)
- Engelbert Dollfuß, Bundeskanzler, wegen seiner Verdienste um den Wiederaufbau unseres Vaterlandes (1933 verliehen)
- Josef Reither, Landeshauptmann von Niederösterreich, wegen seiner Verdienste um den Wiederaufbau unseres Vaterlandes (1933 verliehen)
- Alois Fischer, Präsident des n.ö. Landtages, wegen seiner Verdienste um den Wiederaufbau unseres Vaterlandes (1935 verliehen)
- Johann Eichinger, Präsident des Bundes-Wirtschaftsrates wegen seiner Verdienste um den Wiederaufbau unseres Vaterlandes (1935 verliehen)
- Eduard Baar-Baarensfeld, geschäftsführender Landeshauptmann von Niederösterreich, wegen seiner Verdienste um den Wiederaufbau unseres Vaterlandes (1935 verliehen)
- Karl Renner, Bundespräsident, anlässlich seines 80. Geburtstages (1950 verliehen)
- Hans Hermann Groër, Erzbischof von Wien, für das religiöse Leben in der Region und das schulische Bildungswesen in der Stadt Hollabrunn (1989 verliehen)
- Erwin Pröll, Landeshauptmann von Niederösterreich (1996 verliehen)
- Maximilian Kaltenböck (* 1944), Bürgermeister, für seine vielfachen Verdienste um die Entwicklung der Stadtgemeinde Hollabrunn (2014 verliehen)[19]

### Träger des Ehrenringes der Gemeinde
- Richard Weislein, Bürgermeister (1964 verliehen)
- Adolf März, Sektionschef, in Anbetracht seiner großen Verdienste um den Schulbau der HTL Hollabrunn und des Studentenheims (1983 verliehen)
- Walter Klerr, Landesschulinspektor, aufgrund seiner jahrzehntelange Bemühungen und durch seinen unermüdlichen Einsatz auf dem Gebiet des Schulwesens der Stadt Hollabrunn (1995 verliehen)
- Oskar Radda, Arzt, in Anbetracht seiner Verdienste um die Gemeinde (1997 verliehen)
- Paul Stolle, Amtsdirektor, in Würdigung seiner Verdienste um das Schul- und Kindergartenwesen (1997 verliehen)
- Frank Stronach, Industrieller, Gründer der Frank-Stronach-Fußballakademie (2004 verliehen)
- Max Kaltenböck, Bürgermeister, in Anbetracht seiner Verdienste um die StadtHollabrunn (2008 verliehen)
- Rudolf Kuzmits, Arzt, ärztlicher Leiter des Krankenhauses Hollabrunn, in Würdigung seiner langjährigen und verdienstvollen Tätigkeit um das Gesundheits- und Sozialwesen in der Gemeinde (2018 verliehen)

### Träger des Wappenringes der Gemeinde
- Ferry Seher, Schmalfilm-Staatsmeister, für seine filmischen Verdienste um die Stadt Hollabrunn (2002 verliehen)
- Werner Lamm, Vizebürgermeister, für seine vielfachen Verdienste um die Entwicklung der Stadtgemeinde Hollabrunn (2008 verliehen)
- Helmut Leierer, für seine jahrzehntelangen Verdienste um unsere Gemeinde (u. a. Stadtsaal, Sporthalle, HTL, Landw. Fachschule, zahlreiche Wohnhäuser, „Schönste Kellergasse im Weinviertel“) anlässlich seines 80. Geburtstages (2011 verliehen)
- Ernst Maurer, für seine jahrzehntelangen Verdienste um unsere Gemeinde (u. a. Schulcampus Hollabrunn, Kindergärten Robert-Löfflerstraße und Josef-Weisleinstraße, Sanierung Erzbischöflichen Seminar, Seminarvilla, Studentenheim) anlässlich der Eröffnung des Schulcampus Hollabrunn (2024 verliehen)
- Wolfgang Traindl, für seine Verdienste als Förderer unsere Gemeinde in seiner Funktion als Vorstand der Privatstiftung Weinviertler Sparkasse (u. a. finanzielle Unterstützung für die Aufstockung der Koliskowarte, für die Umsetzung des Fun4You Areal mit Pumptrack-Strecke, Skaterpark, für die Erweiterung des Kellerkatzenwegs, für die Renovierung des Stadtsaales und für die Errichtung der größten Photovoltaikanlage in unserer Gemeinde am Dach des Schulcampus mit 700 kWp) anlässlich der Eröffnung des Schulcampus Hollabrunn (2024 verliehen)

### Söhne und Töchter der Gemeinde
- Ehrenreich Weismann (1641–1717), evangelischer Generalsuperintendent und Verfasser lateinischer Wörterbücher
- Hieronymus Übelbacher (1674–1740), Propst vom Stift Dürnstein
- Alberich Fritz (1704–1787), Abt des Stiftes Heiligenkreuz 1756–87
- Anton Strehlen (1840–1922), Musiker und Regens Chori des Preßburger Kirchenmusikvereins bei St. Martin
- Felix Ritter von Luschan (1854–1924), Ethnologe und Prähistoriker
- Ferdinand Schirnböck (1859–1930), akademischer Maler
- Josef Bayer (1882–1931), Archäologe
- Mathilde Hanzel-Hübner (1884–1970), Lehrerin und Frauenrechtlerin
- Maria Jordan (1893–1955), Lyrikerin
- Anton Ehrenfried (1895–1974), Politiker
- Johann Bauernfeind (1908–1985), Komponist, Organist, Chorleiter und Musikerzieher
- Adolfine Werbik-Seiberl (1912–1989), Autorin
- Karl Martin Baderle (1920–1991), Käfersammler und Amateur-Entomologe
- Erwin Ringel (1921–1994), Professor für Medizinische Psychologie, Gründer der „Internationalen Vereinigung für Selbstmordverhütung“ (IASP)
- Erich Benedini (1931–2005), Komponist von U-Musik, Arrangeur, Musikverleger, Textautor und Produzent
- Klaus Dommisch (* 1946), Chirurg in Schwerin
- Reinhold Vetter (* 1946), Journalist und Publizist
- Rudolf Gehring (* 1948), Politiker der CPÖ
- Christine Mannhalter (* 1948), Biotechnologin, Hämatologin und Hochschullehrerin
- Erich Wessner (1948–2016), Tenor an der Wiener Staatsoper (Staatsopernchor)
- Ernst Bezemek (* 1949), Historiker
- Margarete Aburumieh (* 1951), Politikerin
- Gerhard Mayer (* 1951), Grafiker und Fotograf
- Thomas-Michael Radda (* 1951), Augenarzt
- Gertrude Brinek (* 1952), Politikerin
- Hermes Phettberg (1952–2024), Künstler und Talkmaster
- Anton Spenling (* 1953), Jurist
- Eva Maria Maier (* 1959), Juristin und Hochschullehrerin
- Reinhard Wolf (* 1960), Manager
- Erich Landsteiner (* 1961), Historiker und Universitätsprofessor
- Gerald Trimmel (* 1962), Komponist und Filmwissenschaftler
- Josef Grünwidl (* 1963), römisch-katholischer Geistlicher
- Regina Fritsch (* 1964), Schauspielerin am Burgtheater in Kino und im TV
- Dominic Heinzl (* 1964), Fernsehmoderator und Unternehmer
- Johanna Mikl-Leitner (* 1964), Politikerin (ÖVP) und Landeshauptfrau von Niederösterreich
- Werner Auer (* 1965), Intendant der Felsenbühne Staatz, Sänger, Musicalautor, Kabarettist, Moderator, Texter und Komponist, Regisseur
- Maria-Stella Krimmel (* 1965), 8. Äbtissin der Zisterzienserinnen-Abtei Abtei Mariastern-Gwiggen in Vorarlberg
- Leopold Leeb SVD (* 1967), Sinologe, Latinist und Professor an der Volksuniversität in Peking
- Gina Schwarz (* 1968), Jazzmusikerin
- Johannes Zimmerl (* 1968), Organist
- Peter Buchta (* 1971), Schauspieler
- Volkmar Klien (* 1971), Komponist und Musikpädagoge
- Mathias Harzhauser (* 1973), Paläontologe
- Christian Grobauer (* 1975), Musiker
- Philipp Fleischmann (* 1985), Schauspieler und Regisseur
- Georg Ecker (* 1986), Politiker
- Markus Suttner (* 1987), Fußballspieler
- Florian Klinger (* 1991), Musiker
- Tara Tabitha (* 1993), Model, Influencerin und Reality-TV-Teilnehmerin
- Michael Sommer (* 1996), Politiker, Abgeordneter zum Landtag von Niederösterreich
- Tobias Auss (* 2000), Handballspieler
- Andrea Guo (* 2000), Schauspielerin
- Daris Djezic (* 2006), Fußballspieler

### Personen mit Bezug zur Gemeinde
- Renate Holm (1931–2022), Sängerin und Schauspielerin, lebte in Altenmarkt im Thale

## Belege
1. ↑  Statistik Austria: Bevölkerung am 1.1.2025 nach Ortschaften (Gebietsstand 1.1.2025), (ODS, 500 KB)
2. ↑  Gemeindeänderungen ab 1945. Statistik Austria, S. 24. In: Änderungen in der Verwaltungsgliederung. Statistik Austria (ZIP, 1,3  MB; Inhalt PDF); abgerufen am 8. Juni 2022.
3. ↑  Gemeindeänderungen ab 1945. Statistik Austria, S. 45. In: Änderungen in der Verwaltungsgliederung. Statistik Austria (ZIP, 1,3  MB; Inhalt PDF); abgerufen am 8. Juni 2022.
4. ↑  Musik- und Kunstschule Hollabrunn | Musik- und Kunstschule Hollabrunn. Abgerufen am 4. März 2025.
5. ↑  UHC Hollabrunn fixiert Meisterschaft und steigt auf. meinbezirk.at, abgerufen am 24. Juni 2025.
6. ↑  Wahlergebnis Gemeinderatswahl 1995 in Hollabrunn. Amt der NÖ Landesregierung, 30. März 2000, abgerufen am 22. Juni 2019.
7. ↑  Wahlergebnis Gemeinderatswahl 2000 in Hollabrunn. Amt der NÖ Landesregierung, 4. Februar 2005, abgerufen am 22. Juni 2019.
8. ↑  Wahlergebnis Gemeinderatswahl 2005 in Hollabrunn. Amt der NÖ Landesregierung, 4. März 2005, abgerufen am 22. Juni 2019.
9. ↑  Wahlergebnis Gemeinderatswahl 2010 in Hollabrunn. Amt der NÖ Landesregierung, 8. Oktober 2010, abgerufen am 22. Juni 2019.
10. ↑  Wahlergebnis Gemeinderatswahl 2015 in Hollabrunn. Amt der NÖ Landesregierung, 1. Dezember 2015, abgerufen am 22. Juni 2019.
11. ↑  Wahlergebnis Gemeinderatswahl 2020 in Hollabrunn. Amt der NÖ Landesregierung, 26. Januar 2020, abgerufen am 25. März 2020.
12. ↑  Wahlergebnis Gemeinderatswahl 2025 in Hollabrunn. Amt der NÖ Landesregierung, 26. Januar 2025, abgerufen am 17. April 2025.
13. ↑  Stadtgemeinde Hollabrunn | Stadtrat. Abgerufen am 4. März 2025.
14. ↑  Geschichte von Hollabrunn. Stadtgemeinde Hollabrunn, abgerufen am 14. September 2022.
15. ↑  Städtepartnerschaften. Stadtgemeinde Hollabrunn, abgerufen am 14. September 2022.
16. ↑  Hof- und Staatshandbuch der Österreichisch-Ungarischen Monarchie. 1918, S. 392.
17. ↑  Gemäß im Privatbesitz von Helmut Hardt-Stremayr befindlichem Originaldekret.
18. ↑  Hof- und Staatshandbuch der Österreichisch-Ungarischen Monarchie. 1918, S. 519.
19. ↑  Stadtgemeinde Hollabrunn: Niederschrift (Memento des Originals vom 17. Januar 2015 im Internet Archive)  Info: Der Archivlink wurde automatisch eingesetzt und noch nicht geprüft. Bitte prüfe Original- und Archivlink gemäß Anleitung und entferne dann diesen Hinweis. – Gemeinderatssitzung vom 9. Dezember 2014. (PDF; 232 kB), online auf den Webseiten der Stadtgemeinde Hollabrunn. Abgerufen am 17. Jänner 2015.